# Tasiocera (Dasymolophilus) miseranda
Tasiocera (Dasymolophilus) miseranda is een tweevleugelige uit de familie steltmuggen (Limoniidae). De soort komt voor in het Nearctisch gebied.